# Gustav Leonard Dahl
Gustav Leonard Dahl, född 15 oktober 1801 i Göteborg, död 30 oktober 1877 i Krokstad, var en svensk präst. 

## Biografi
Dahl genomförde sina skolstudier under ledning av informator och fick vid 16 års ålder bege sig till Uppsala och där avlägga studentexamen år 1817. Han fortsatte därefter sina studier i Uppsala i 5 år, men valde år 1822 att flytta till Lund främst för att kunna komma i nära kontakt med Henric Schartau, som vid denna tid utövade stor påverkan på unga präster och studenter och som Dahl hade korresponderat med. Under studietiden i Lund fick Dahl under en tid till och med bo i Schartaus hus.
Dahl prästvigdes 1825 tillsammans med fem andra, bland dessa sedermera prosten Johan Henrik Holmqwist i Kville församling, som Dahl under hela livet kände starka vänskapsband till.
Dahl tjänstgjorde först som pastorsadjunkt i Kareby pastorat och under loppet av fem år inom ytterligare åtta pastorat, nämligen Bollebygd, Tegneby, Nafverstad, Tanum, Krokstad, Bro, Qville och Näsinge. 1830 utnämndes han till ordinarie komminister i Krokstads, Hede och Sanne församlingar. 1858 avlade Dahl pastoralexamen, men först 1867 utnämndes han till kyrkoherde i Krokstads pastorat och innehade denna tjänst till sin död tio år senare.
Dahl, som var starkt influerad av Henric Schartau, verkade inledningsvis som väckelsepredikant och predikade under hela sin verksamhet en sträng kristen lära, som schartauanismen utvecklats till. Dahl fick genom detta en del motståndare, som bland annat genom en långvarig process under 1830–1836 och som han själv kallade för en förföljeseprocess, åstadkom att Dahl av Domkapitlet suspenderades från sitt ämbete under sex månader. Processen gick ända upp i Högsta domstolen. Det halvår, som Dahl var avstängd som komminister, tillbringade han i Lund och ägnade sig åt studier. Han kallade denna tid sin "Patmostid" och ansåg i efterhand att denna tid trots allt hade blivit till "mycken välsignelse".
Dahl var uppskattad som predikant och hans predikningar präglades av stor folklighet och folk sökte sig till hans gudstjänster också från grannsocknar. Han ägnade också mycken möda på konfirmationsundervisning. Hans krav var härvid så höga att det inte var ovanligt att konfirmander fick gå och läsa i två–tre år innan de godkändes. Första året han blivit kyrkoherde var det 15 barn som ej släpptes fram. Det hände till och med att något barn fick gå fem–sex år i hans undervisning. För sin undervisning hade Dahl utformat en egen handskriven katekes, som ansågs vara svårbegriplig.
År 1853 inköpte Dahl en jordlott på hemmanet Sörbo och lät där uppföra manbyggnaden, där han bodde under resten av sitt liv. Platsen hyser ett av Bohusläns största järnåldersgravfält. Det var här som Sverre Sigurdsson år 1177 kröntes till Norges konung. Dahl avled 1877 och är begravd på Krokstads kyrkogård; församlingen reste gravstenen.
Dahl var gift med Bernhardina Charlotta Söderberg (1820-1884) och de fick nio barn. Han var äldsta barn till Jacob Dahl (1770–1819), godsägare, bruksägare och köpman i Göteborg, och Anna Hedvig Brink (1784–1872), som fick sammanlagt 12 barn. Han var bror till den svensk-norske agronomen Fredrik Dahl. Bröderna William Dahl och Viking Dahl var sonsöner till Dahl och han var kusin till Sven Gudmund Dahl.